# Benediktinerstraße 5 (Magdeburg)

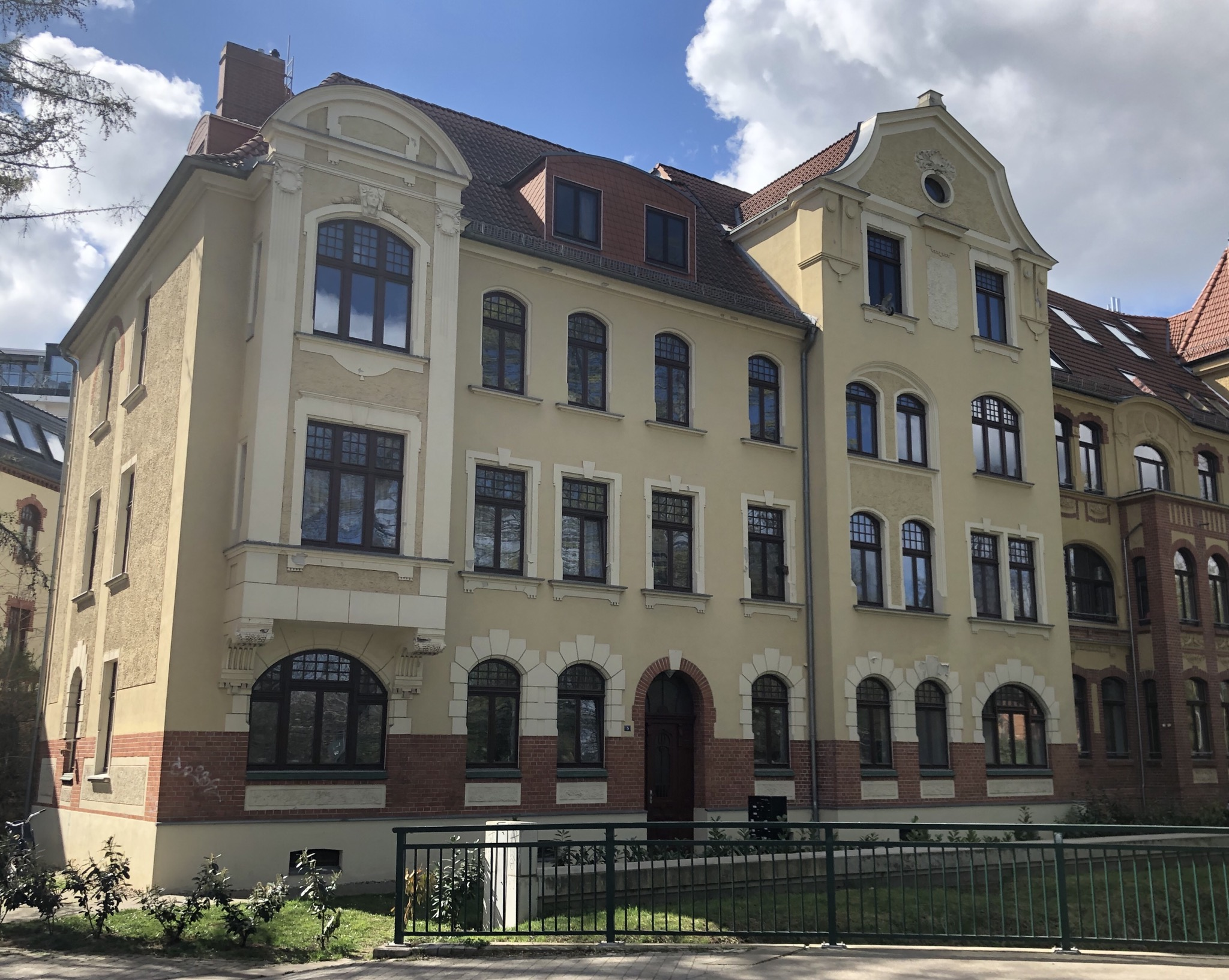
Benediktinerstraße 5 in Magdeburg; Blick von Nordosten, 2020

Das Gebäude Benediktinerstraße 5 ist ein denkmalgeschütztes Wohnhaus in Magdeburg in Sachsen-Anhalt.

## Lage
Es befindet sich auf der Südseite der Benediktinerstraße im Magdeburger Stadtteil Buckau in einer Ecklage zur östlich des Hauses auf die Benediktinerstraße einmündende Bleckenburgstraße. Westlich grenzt das gleichfalls denkmalgeschützte Haus Benediktinerstraße 4 an. Unmittelbar nördlich des Hauses, zwischen dem Gebäude und der Benediktinerstraße, verläuft die Klinke. Nördlich liegt der Klosterbergegarten.

## Architektur und Geschichte
Der drei- bis viergeschossige Bau entstand im Jahr 1902 nach Plänen von Lorf, der auch das benachbarte Haus Benediktinerstraße 4 entwarf. Das Gebäude ist repräsentativ in Formen des Jugendstils gestaltet und ist mit Erker und Schweifgiebel versehen.
Im örtlichen Denkmalverzeichnis ist das Wohnhaus unter der Erfassungsnummer 094 71018 als Baudenkmal verzeichnet.
Das Gebäude gilt als südlicher Abschluss des Klosterbergegartens als städtebaulich bedeutsam.